# Kaori Mizuhashi
Kaori Mizuhashi (水橋 かおり?, Mizuhashi Kaori; Sapporo, 28 agosto 1974) è una doppiatrice giapponese, sotto contratto con l'agenzia Arts Vision. Ha debuttato nel 1998 nel videogioco First Kiss Story.

## Ruoli

### Serie televisive
- Ai yori aoshi (Taeko Minazuki)
- Ai Yori Aoshi ~Enishi~ (Taeko Minazuki)
- Angelic Layer (Hijiri Shibata, Tomo's sister)
- Aria the Animation (Ai, Hime M. Granzchesta)
- Aria the Natural (Ai, Hime M. Granzchesta)
- Aria the Origination (Ai, Hime M. Granzchesta)
- Baka to Test to Shōkanjū (Minami Shimada)
- The Big O (Tami)
- Chocotto Sister (Chitose Serikawa)
- Da Capo II, Da Capo II Second Season (Maya Sawai)
- Eden's Bowy (Nyako Mikenika)
- Fortune Arterial (Kaya Sendo)
- Full Metal Panic! (Madoka Tsuge)
- Fushigiboshi no Futagohime (Altessa)
- Fushigiboshi no Futagohime Gyu! (Altessa)
- Futakoi (Sara Shirogane)
- Futakoi Alternative (Sara Shirogane)
- G-On Riders (Mako)
- Genshiken 2 (Chika Ogiue)
- Grenadier - The Senshi of Smiles (Teppa Aizen (child))
- Hellsing (Integra Hellsing (child))
- Hidamari Sketch (Miyako)
- Hidamari Sketch ×365 (Miyako)
- Hidamari Sketch ×Hoshimittsu (Miyako)
- InuYasha (Shiori)
- Kaleido Star (Rosetta Passel)
- Karakuri Kiden Hiwou Senki (Machi)
- Kasumin (Kasumi Haruno)
- Kiddy Grade (Mercredi)
- Kimi ga Nozomu Eien (Akane Suzumiya) (credited as Tomomi Uehara)
- Kimikiss pure rouge (Narumi Satonaka)
- Kin'iro no Corda (Lilli)
- Little Snow Fairy Sugar (Pepper)
- Mahō shōjo Lyrical Nanoha (Yūno Scrya)
- Mahō shōjo Lyrical Nanoha A's (Yūno Scrya)
- Mahō shōjo Lyrical Nanoha StrikerS (Vivio, Sein, Yūno Scrya)
- Magical Meow Meow Taruto (Nachos)
- Makai Senki Disgaea (Laharl, Big Sis Prinny)
- MegaMan NT Warrior (Maylu Sakurai)
- Minna atsumare! Falcom gakuen (Tio)
- Mirmo! (Tomon)
- Monogatari Series (Ougi Oshino)
- Muv-Luv (Akane Suzumiya)
- Naruto (Sakura Haruno)
- Phantom: Requiem for the Phantom (Sanae Kubota)
- Puella Magi Madoka Magica (Mami Tomoe, Tatsuya Kaname, Walpurgisnacht, Walpurgisnacht's minions)
- Prism Ark as (Fel, Hans)
- Queen's Blade: Wandering Warrior (Elina)
- Queen's Blade: Inheritor of the Throne (Elina)
- Scrapped Princess (Zefiris)
- Senran Kagura (Yagyu)
- Senran Kagura Shonovi Master (Yagyu)
- Tayutama: Kiss on my Deity (Yumina Takanashi)
- To Love-Ru as (Aya Fujisaki)
- Utawarerumono (Sakuya)
- Victorian Romance Emma (Vivian Jones)
- Wagaya no Oinari-sama. (Mubyō)

### OVA
- Akane Maniax (Akane Suzumiya)
- First Kiss Story (Manami Orikura)
- Ghost Talker's Daydream (Miku)
- Hellsing (Integra Hellsing (child))
- Kaleido Star: New Wings -Extra Stage- (Rosetta Passel)
- Stratos 4 (Kiriko Aoki)
- Quiz Magic Academy (Maron)

### Videogiochi
- Akane Maniax (Akane Suzumiya)
- Ai Yori Aoshi (Taeko Minazuki)
- AquaPazza: AquaPlus Dream Match (Hatsune Kashiwagi)
- Arknights (Lava, May)
- Azur Lane (USS Essex, PLAN Chang Chun, PLAN Tai Yuan)
- Bloodstained: Ritual of the Night (Dominique Baldwin)
- Blue Archive (Michiru Chidori)
- Conception II: Children of the Seven Stars (Serina)
- Omake Data D.C. II: featuring YUN2! (Yun Sakura)
- Disgaea: Hour of Darkness (Laharl, Big Sis Prinny)
- Disgaea 2: Cursed Memories (Hanako, Laharl)
- Disgaea 3: Absence of Justice (Laharl)
- Disgaea 4: A Promise Unforgotten (Laharl)
- Disgaea D2: A Brighter Darkness (Laharl, Laharl-chan, Petta)
- Disgaea RPG (Laharl, Laharl-chan, Pleinair)
- Disgaea 6: Defiance of Destiny (Laharl, Laharl-chan, Pleinair)
- Disgaea 7: Vows of the Virtueless (Laharl, Laharl-chan)
- Dragon Quest Rivals (Kaito Poikkurin)
- Dragoneer's Aria (Ulrika Ekland/Mary Murphy)
- Prinny: Can I Really Be The Hero?(Asagi, Prinny Laharl)
- Duel Savior Destiny (Claire)
- Fate/Grand Order (Caster/Ms. Crane)
- Fire Emblem Heroes (Ursula, Eirika)
- Fire Emblem: Engage (Eirika)
- First Kiss Story (Manami Orikura)
- First Kiss Story II (Manami Orikura)
- Futakoi (Sara Shirogane)
- Futakoi Alternative: Koi to Shōjo to Machinegun (Sara Shirogane)
- Gekkō no Carnevale (Lunaria)
- Genshin Impact (Kuki Shinobu)
- Granblue Fantasy (Medusa)
- Higurashi Daybreak (Natsumi Kimiyoshi)
- Hoshiuta and Hoshiuta: Starlight Serenade (Renge Yamabuki) as Karen Aozora
- Hyperdimension Neptunia (Nisa)
- Hyperdimension Neptunia Mk2 (Nisa)
- JoJo's Bizarre Adventure: Eyes of Heaven (Aya Tsuji)
- Kimi ga Nozomu Eien (Akane Suzumiya)
- Kimi ga Nozomu Eien Special Fandisk (Akane Suzumiya)
- La Pucelle: Tactics (Culotte)
- Little Witch Parfait (Cocotte Kirsch)
- Makai Kingdom: Chronicles of the Sacred Tome (Pram, Marona, Laharl)
- Mega Man Network Transmission (Maylu Sakurai)
- Melty Blood Re-ACT (Len & White Len)
- Melty Blood Act Cadenza (Len & White Len)
- Melty Blood Actress Again (Len & White Len)
- Muv-Luv (Akane Suzumiya)
- Muv-Luv Alternative (Akane Suzumiya)
- Nitroplus Blasterz: Heroines Infinite Duel (Mora)
- Persona 2: Eternal Punishment (Noriko Katayama)
- Phantom Brave (Marona)
- Phantom Brave: The Lost Hero (Marona, Laharl)
- Prism Ark (Fel)
- Quiz Magic Academy series (Maron)
- Saishūshiken Kujira (Yun Sakura)
- Saishūshiken Departures (Yun Sakura)
- Senran Kagura Burst (Yagyu)
- Senran Kagura: Shinovi Versus (Yagyu)
- Senran Kagura: Bon Appétit! (Yagyu)
- Senran Kagura 2: Deep Crimson (Yagyu)
- Senran Kagura: Estival Versus (Yagyu)
- Senran Kagura: Peach Beach Splash (Yagyu)
- Shinobi Master Senran Kagura: New Link (Yagyu, Elina)
- Senran Kagura Burst Re:Newal (Yagyu)
- Soul Nomad & the World Eaters (Shauna)
- Tales of Legendia (Norma Biatty/Beatty)
- Tayutama: Kiss on my Deity (Yumina Takanashi)
- Tayutama 2: You're the Only One (Yumina Takanashi)
- The Legend of Heroes: Trails from Zero (Tio Plato)
- The Legend of Heroes: Trails to Azure (Tio Plato)
- The Legend of Heroes: Akatsuki no Kiseki (Tio Plato, Roselia)
- The Legend of Heroes: Trails of Cold Steel III (Tio Plato, Roselia)
- The Legend of Heroes: Trails of Cold Steel IV (Roselia, Tio Plato)
- The Legend of Heroes: Trails into Reverie (Tio Plato, Roselia)
- The Legend of Nayuta: Boundless Trails (Nayuta Herschel)
- The Legend of Zelda: Ocarina of Time (Navi)
- The Legend of Zelda: Phantom Hourglass (Ciela)
- The Witch and the Hundred Knight (Nezaria, Teresa)
- Tokimeki Memorial 4 (Rui Nanakawa)
- Utawarerumono (Sakuya)